# Martin Rotach

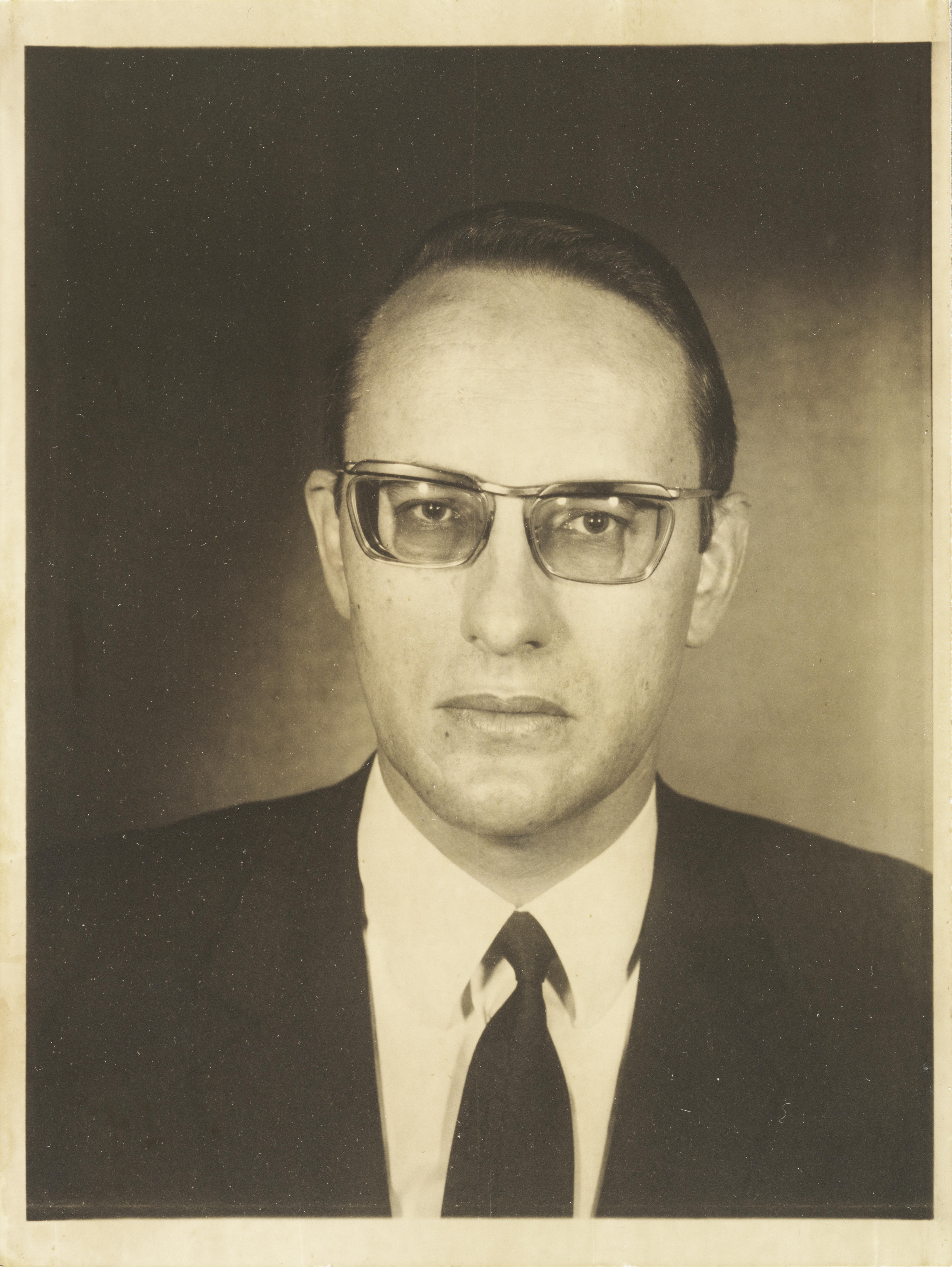
Martin Rotach (etwa 1970)

Martin C. Rotach (* 15. September 1928 in Zürich; † 19. März 2007 in Männedorf; heimatberechtigt in Herisau) war ein Schweizer Ingenieur, Verkehrs- und Raumplaner und Professor an der ETH Zürich.

## Leben
Martin Rotach war ein Sohn von Walter Rotach, Mathematiklehrer und Gymnasialrektor, und der Martha Schweizer. Im Jahr 1953 heiratete er Ingeborg Dessauer, Tochter von Lothar Dessauer, Jurist, die später als Kinderbuchautorin bekannt wurde. Von 1947 bis 1952 absolvierte Rotach ein Bauingenieurstudium an der ETH Zürich. In den Jahren 1954 und 1955 machte er ein Nachdiplomstudium als Verkehrsplaner an der Yale University in New Haven. Er arbeitete ab 1961 bis 1964 als Thurgauer Kantonsingenieur. 
Von 1964 bis 1993 war er Professor für Verkehrsingenieurwesen an der ETH Zürich. Ab 1965 bis 1971 stand er dort als Direktor dem Institut für Orts-, Regional- und Landesplanung vor. Die erste grosse Arbeit dort was eine landesweite Industrie-Standort-Studie. Er erarbeitete mit Hellmut Ringli die vier Bände Landesplaner: Leitbilder der Schweiz, erschienen 1971, gestützt auf das Bundesgesetz für Wohnbauförderung von 1965. Diese Leitbilder wurden Anfang der 1970er Jahre wegweisend für die offizielle Raumplanung des Bundes und einzelner Kantone.
Von 1972 bis 1975 war er Delegierter des Bundesrates für Raumplanung sowie Mitglied der Gesamtverkehrs- und der Gesamtenergiekommission der Schweiz. Er organisierte die eidgenössische Raumplanung und erforschte die Auswirkungen moderner Telekommunikation auf Verkehr und Umwelt.
Seine Abschiedsvorlesung hielt er 1993 zum Thema „Verkehrsinfarkt“. Man könne nicht immer noch mehr Strassen anbieten, bloss weil die Leute mehr Autos haben, und gleichzeitig die Bahn noch attraktiver machen. „Ich kritisiere, dass man ein Autobahnnetz baute, ohne sich über die damit ausgelöste Entwicklung Gedanken zu machen.“